# Budzik (miesięcznik)
Budzik – polskojęzyczny miesięcznik wydawany w Toronto w Kanadzie w krótkim okresie od stycznia 1931 do kwietnia 1932. Był organem prasowym komunistycznej organizacji Polskie Towarzystwo Robotniczo-Farmerskie, powołanym na pół roku przed zjazdem zjednoczeniowym polskich komunistów w sierpniu 1931 w Hamiltonie (Ontario).
Gazeta zamieszczała informacje z rynku pracy. Niektóre artykuły i listy do redakcji podpisywano. Pracą redakcyjną kierował anonimowy komitet, w którego skład wchodził m.in. W. Dutkiewicz.
W 1932 Budzik został przekształcony w tygodnik Głos Pracy.